# Andries Helsloot
Andries Helsloot –conocido como Dries Helsloot– (Ámsterdam, 4 de enero de 1937) es un deportista neerlandés que compitió en ciclismo en la modalidad de pista. Ganó una medalla de bronce en el Campeonato Mundial de Ciclismo en Pista de 1967, en la prueba de medio fondo.

## Medallero internacional
| Campeonato Mundial | Campeonato Mundial        | Campeonato Mundial | Campeonato Mundial |
| Año                | Lugar                     | Medalla            | Competición        |
| ------------------ | ------------------------- | ------------------ | ------------------ |
| 1967               | Ámsterdam ( Países Bajos) | Medalla de bronce  | Medio fondo (A)    |